# 2020 en videojuegos
La década de 2020 es la sexta década en la historia de la industria. La industria sigue estando fuertemente dominada por Nintendo, Sony y Microsoft, pero aún se desconoce cómo se verá afectado este dominio por los juegos en la nube y el mercado de teléfonos inteligentes y tabletas. Se espera que los cascos de realidad virtual se vuelvan más populares a lo largo de la década. La pandemia de COVID-19. afectó fuertemente a la industria. Salió a la venta la novena generación de consolas de videojuegos, comenzando con Xbox Series X y Series S y PlayStation 5. Algunos de los juegos más importantes de la década son los siguientes: The Last of Us Part II, Genshin Impact, Elden Ring y God of War Ragnarök. Las empresas de desarrollo de juegos han sido objeto de crecientes críticas por practicar el "crunch⁣", que obliga a los trabajadores a trabajar muchas horas para preparar el lanzamiento del juego.

## Consolas de la década de 2020

### Consolas de octava generación (2012-presente)
La octava generación de consolas de videojuegos, incluidas Nintendo Switch, PlayStation 4 y Xbox One, siguen siendo relevantes. Los servicios de juegos en la nube como Google Stadia y Amazon Luna también forman parte de la octava generación.

### Consolas de novena generación (2020-presente)
La novena generación de consolas de videojuegos comenzó en la década de 2020, con el lanzamiento de Xbox Series X y Series S y PlayStation 5 en 2020. La novena generación ofrece procesadores gráficos y de computamiento más rápidos, soporte para gráficos ray tracing en tiempo real, resolución 4K y, en algunos casos, resolución 8K, con velocidades de renderizado de 60 frames por segundo (fps) o más. Ambas familias de consolas introdujeron nuevos sistemas internos de unidades de estado sólido (SSD) para ser utilizados como sistemas de almacenamiento y memoria de alto rendimiento para juegos para reducir o eliminar los tiempos de carga y dar soporte al streaming in-game.

## Videojuegos destacados de la década

### Franquicias destacadas establecidas en la década de 2020
Notas:
- 1 Franquicias de juegos que acompañan a franquicias televisivas o películas importantes.
- 2 Franquicias de juegos consideradas spin-offs de franquicias ya establecidas.

## En la cultura popular

### Película
Películas basadas en videojuegos de la década:
- Una trilogía de películas (2020, 2022, 2024) basadas en Sonic the Hedgehog .[8]
- Pokémon the Movie: Secrets of the Jungle (2020), basada en la franquicia Pokémon.
- Monster Hunter (2020), basado en la franquicia Monster Hunter.
- Mortal Kombat (2021), basado en la franquicia Mortal Kombat.
- Werewolves Within (2021), basada en Werewolves Within, un juego de realidad virtual de deducción social multijugador de 2016.
- Deemo: Memorial Keys (2021), basada en el juego de ritmo Deemo.
- Dynasty Warriors (2021), basada en la franquicia Dynasty Warriors.
- Resident Evil: Bienvenido a Raccoon City (2021), basada en la franquicia Resident Evil.
- Uncharted (2022), basada en la franquicia Uncharted.
- Gran Turismo (2023), basada en la franquicia Gran Turismo.
- Super Mario Bros. Película (2023), película animada basada en la franquicia Super Mario.
- Tetris (2023), una película biográfica explorará la batalla por los derechos que rodeó a Tetris.[9]
- Five Nights at Freddy's  (2023)  y una secuela de la franquicia Five Nights at Freddy's
- Until Dawn, (2025) basada en el juego de terror Until Dawn

### Televisión
Series de televisión basadas en videojuegos de la década:
- Arcane (2021-2024), serie animada basada en League of Legends.[10]
- Cyberpunk: Edgerunners (2022), serie animada basada en Cyberpunk 2077.
- ¡El show de Cuphead! (2022-presente), serie animada basada en Cuphead.
- Tekken: Bloodline (2022), serie animada basada en la serie Tekken.
- The Last of Us (2023-presente), serie con actores reales basada en The Last of Us.
- El nivel secreto, (2024- presente), serie animada en cada capitulo cuenta la historia de un videojuego diferente
- Devil May Cry,(2024- presente) serie  animada de la franquicia Devil May Cry

## Cronología dehardware
La siguiente galería destaca el hardware utilizado para jugar a juegos en la década de 2020.

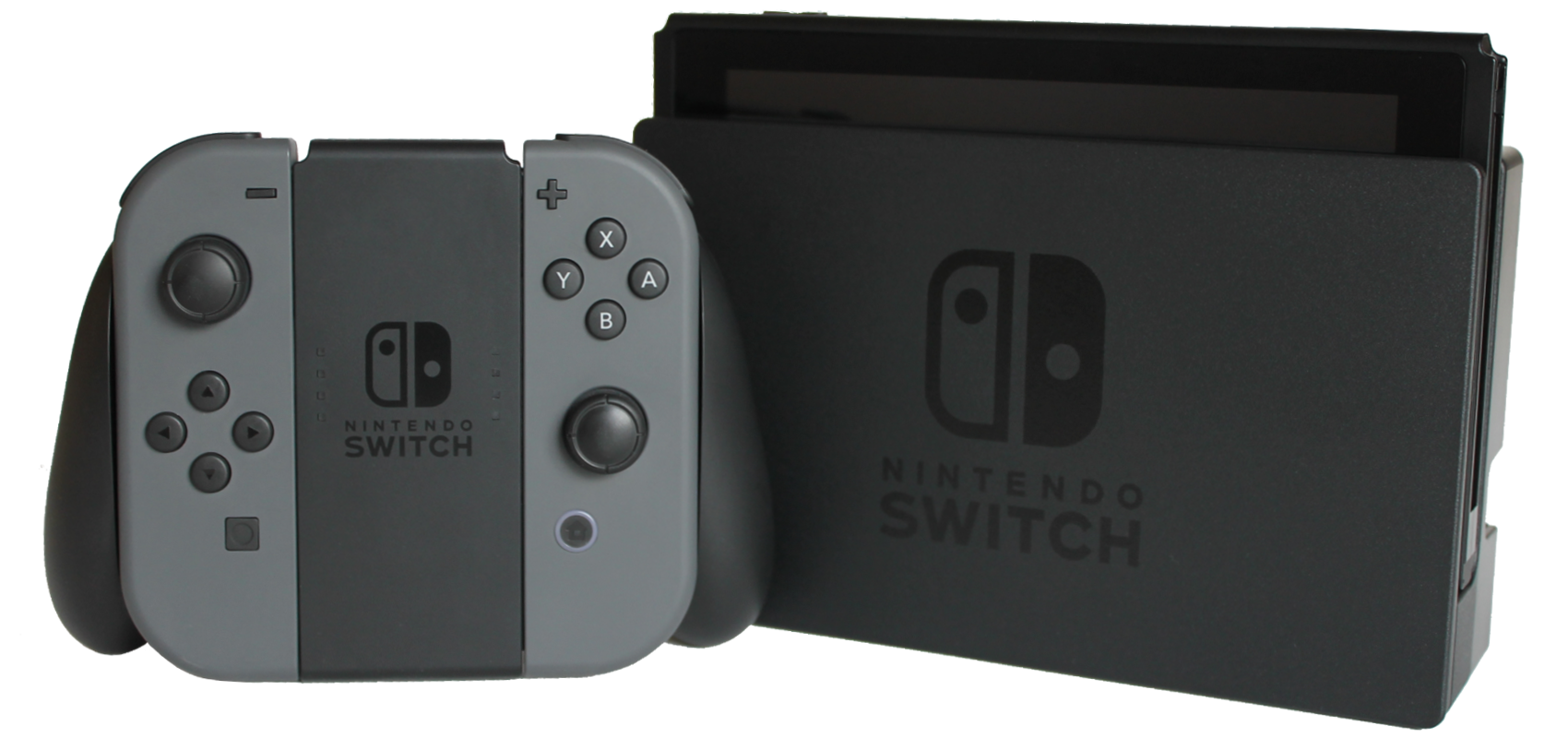
Nintendo Switch (2017)
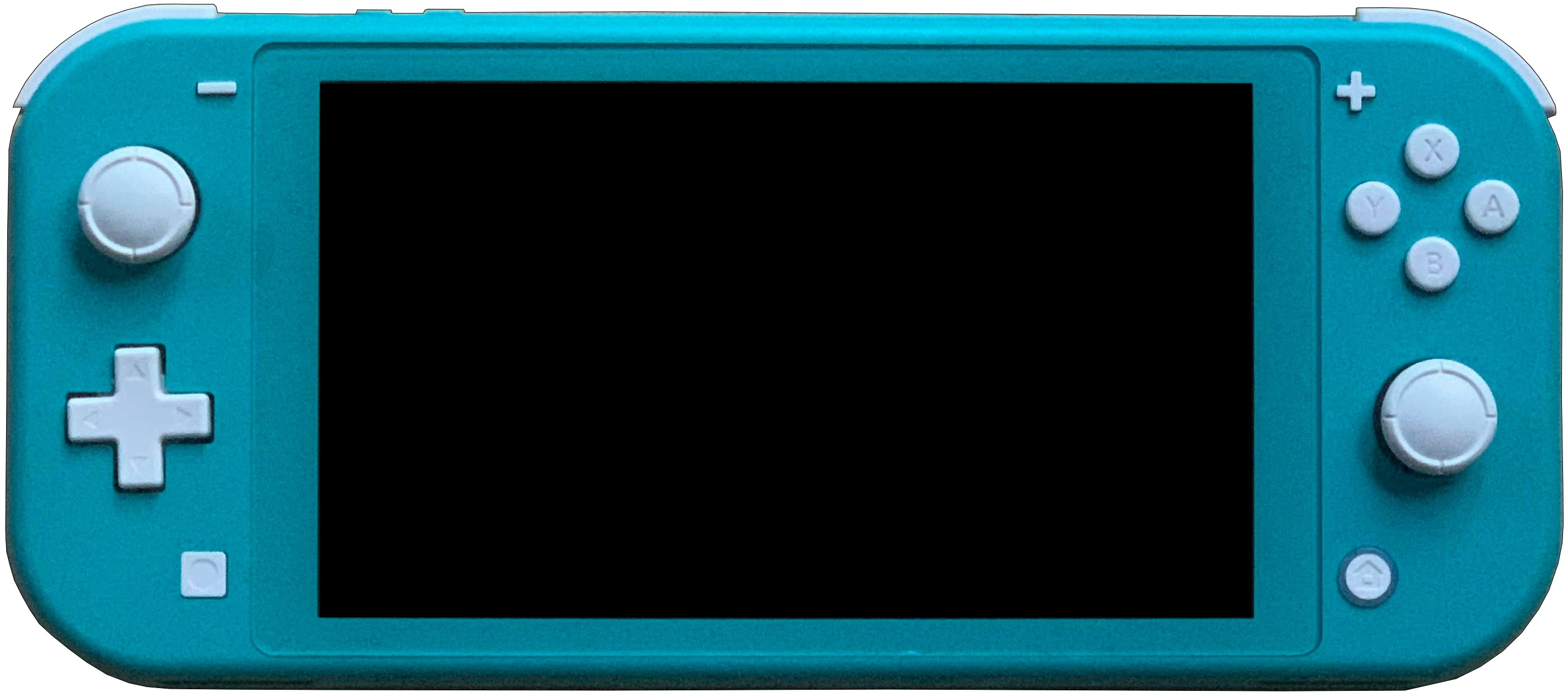
Nintendo Switch Lite (2019)
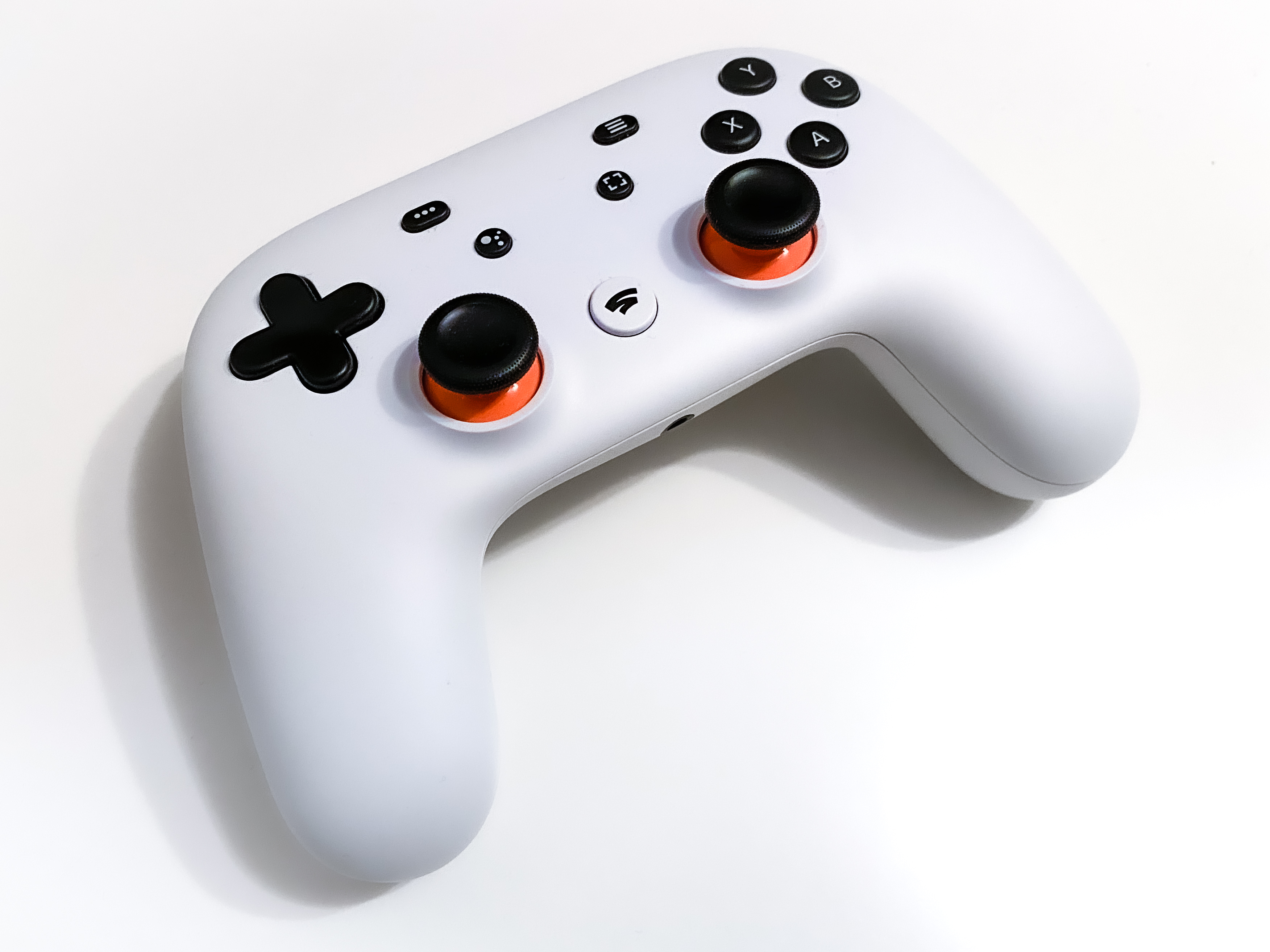
Google Stadia controller (2019)
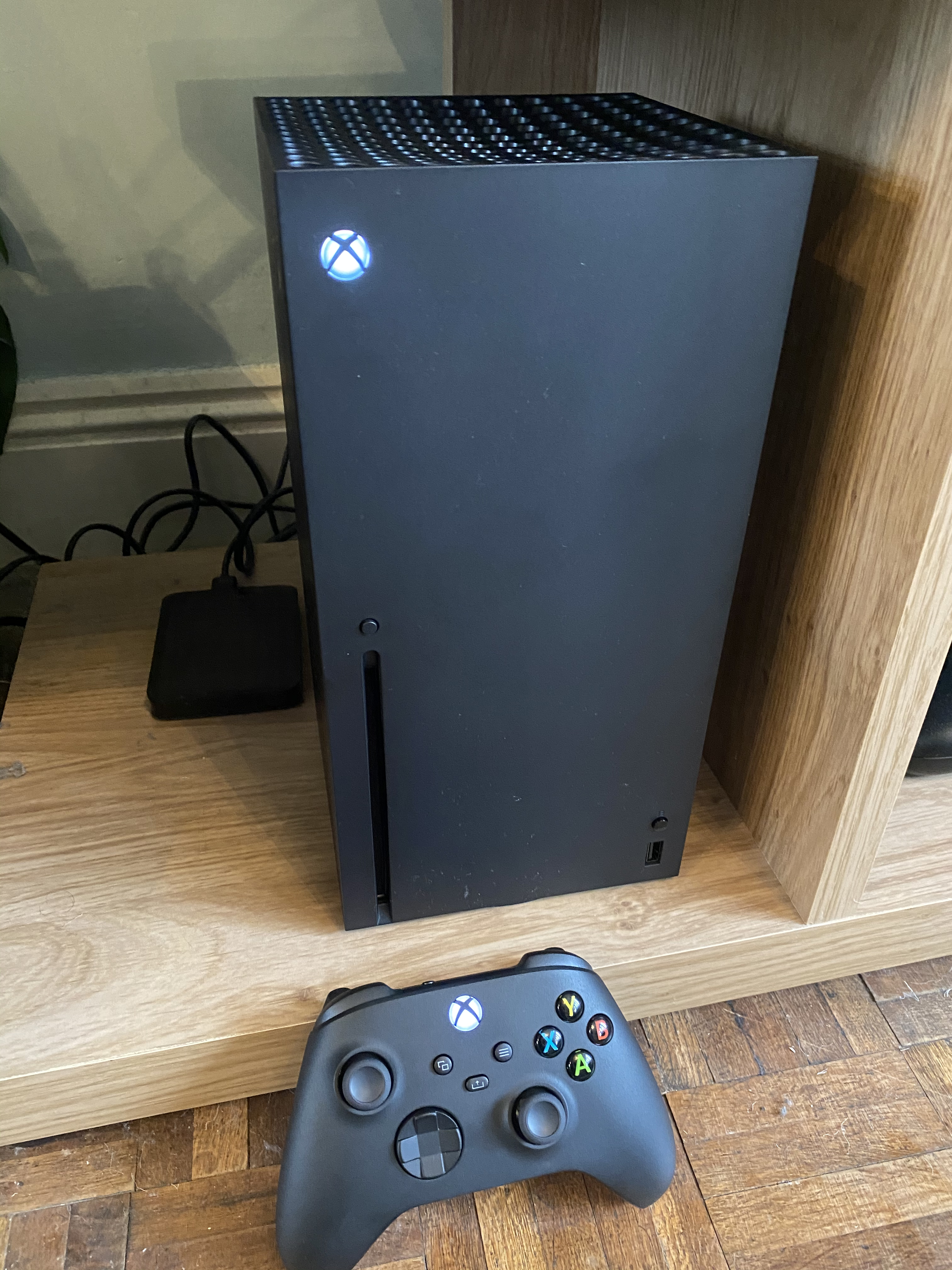
Xbox Series X (2020)
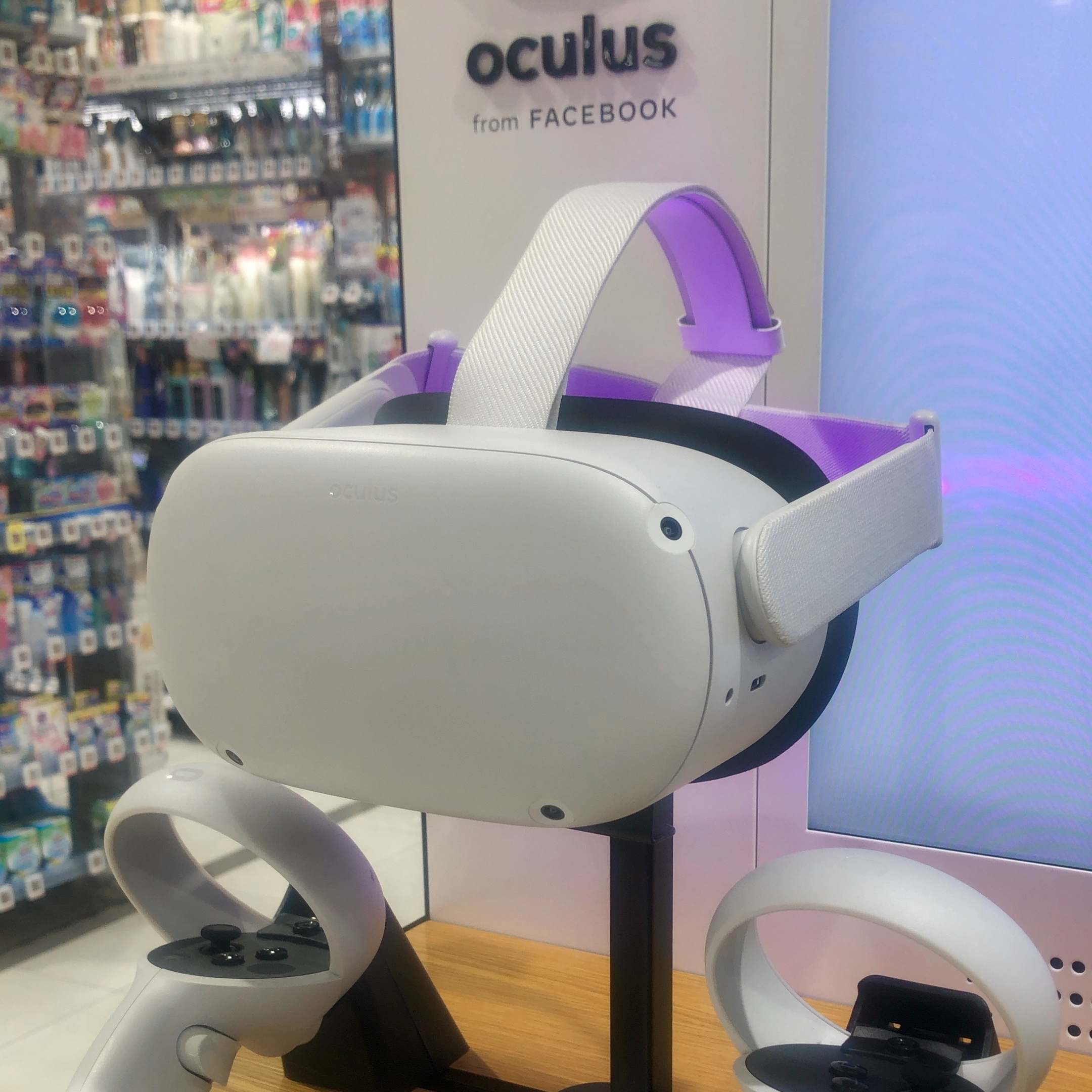
Meta Quest 2 (2020)
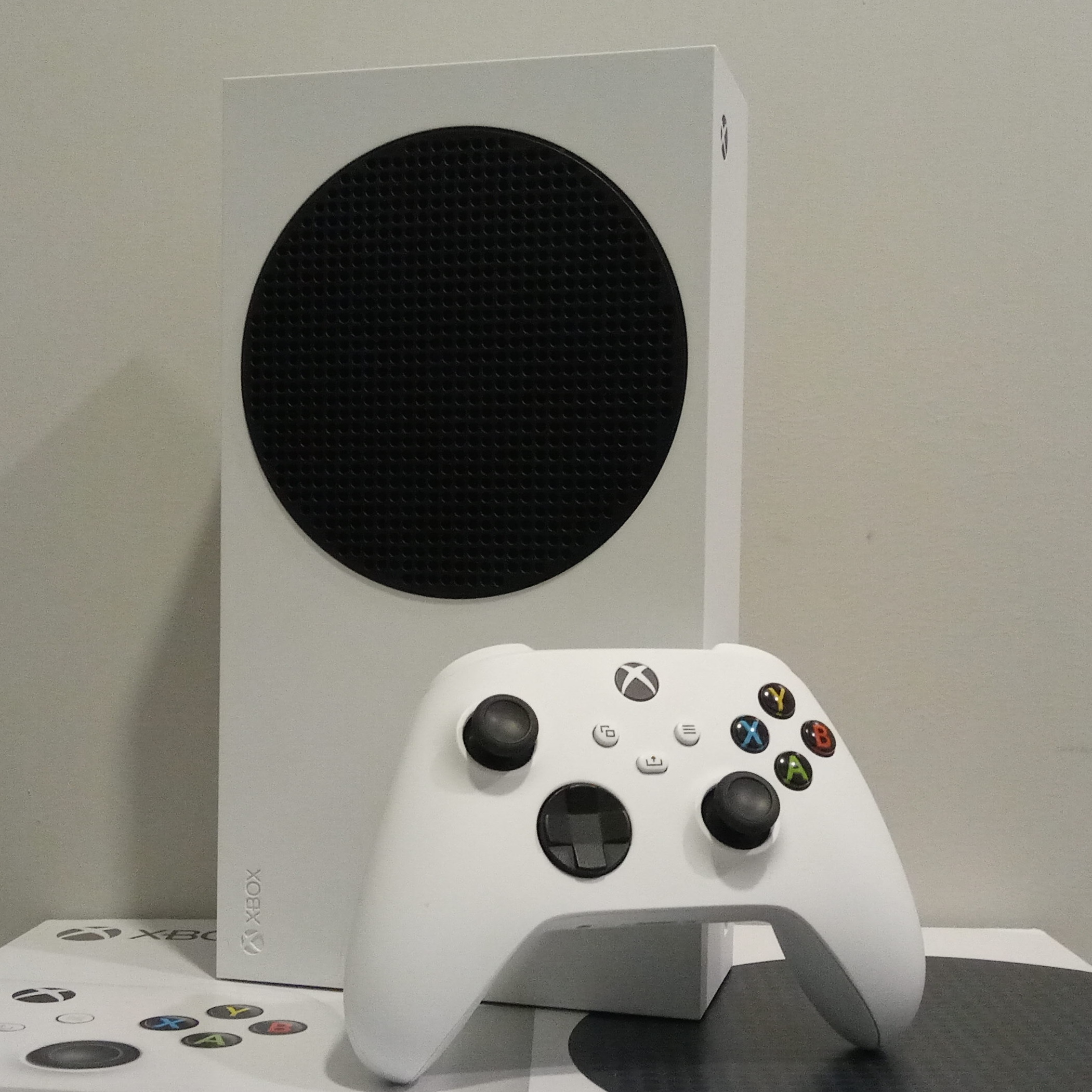
Xbox Series S (2020)
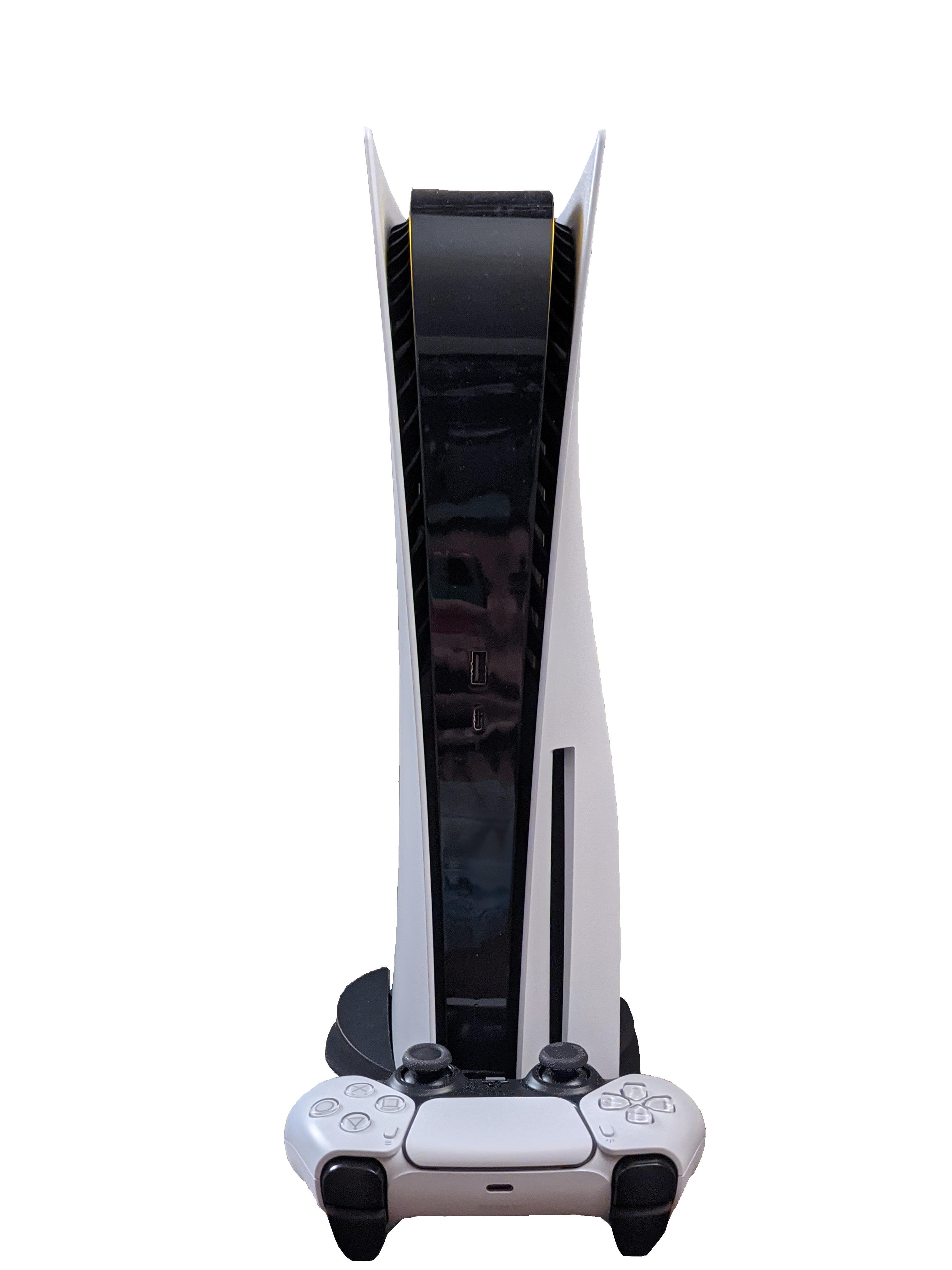
PlayStation 5 (2020)
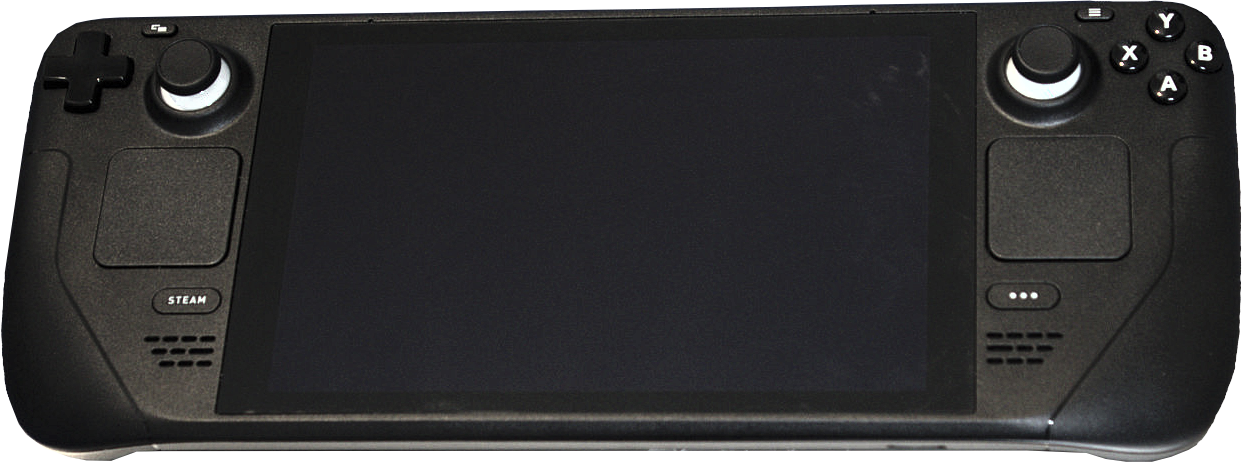
Steam Deck (2022)
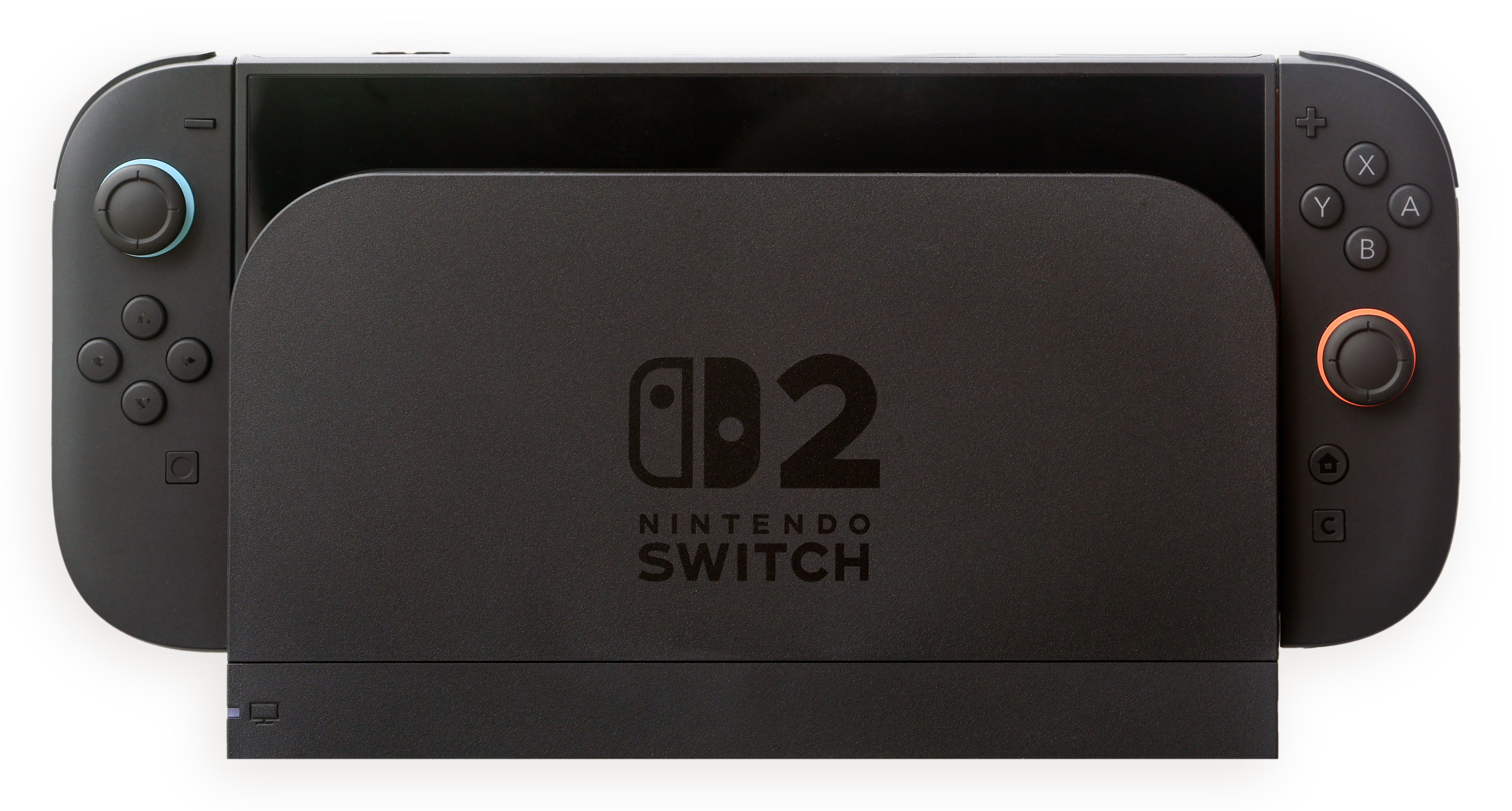
Nintendo Switch 2 (2025)